# Anadia's
Anadia's (Anadia) zijn een geslacht van hagedissen uit de familie Gymnophthalmidae.
De groep werd voor het eerst wetenschappelijk beschreven door John Edward Gray in 1845. Er zijn achttien soorten, inclusief de pas in 2013 beschreven Anadia antioquensis. Alle soorten komen voor in delen van Zuid-Amerika. Het zijn bewoners van bossen die op enige hoogte leven in boomtakken.
Anadia's hebben in vergelijking met andere Gymnophthalmidae een spitse kop met een uit-stekende snuitpunt. Op de keel en de hals is een huidplooi aanwezig. De ooropeningen zijn groot en zijn wat dieper in de kop gelegen. De onderste oogleden hebben vaak een rond, doorzichtig venster zodat ze met gesloten ogen toch kunnen zien. De schubben aan de kop zijn glad, er zijn altijd twee frontoparitaalschubben en twee prefrontaalschubben aanwezig. De schubben onder de buik hebben een glad oppervlak en zijn enigszins vierkant van vorm.

## Soortenlijst
| Soorten uit het geslacht Anadia | Soorten uit het geslacht Anadia  | Soorten uit het geslacht Anadia |
| ------------------------------- | -------------------------------- | ------------------------------- |
| Naam                            | Auteur                           | Verspreidingsgebied             |
| Anadia altaserrania             | Harris & Ayala, 1987             | Colombia                        |
| Anadia antioquensis             | Arredondo, 2013                  | Colombia                        |
| Anadia bitaeniata               | Boulenger, 1803                  | Venezuela, mogelijk Colombia    |
| Anadia blakei                   | Schmidt, 1932                    | Venezuela                       |
| Anadia bogotensis               | Peters, 1863                     | Colombia                        |
| Anadia brevifrontalis           | Boulenger, 1903                  | Venezuela                       |
| Anadia bumanguesa               | Rueda Almonacid & Caicedo, 2004  | Colombia                        |
| Anadia escalerae                | Myers, Rivas & Jadin, 2009       | Venezuela, Guyana               |
| Anadia hobarti                  | La Marca & García Pérez, 1990    | Venezuela                       |
| Anadia marmorata                | Gray, 1846                       | Venezuela                       |
| Anadia ocellata                 | Gray, 1845                       | Colombia, Costa Rica, Panama    |
| Anadia pamplonensis             | Dunn, 1944                       | Colombia, Venezuela             |
| Anadia pariaensis               | Rivas, La Marca & Oliveros, 1999 | Venezuela                       |
| Anadia petersi                  | Oftedal, 1974                    | Ecuador                         |
| Anadia pulchella                | Ruthven, 1926                    | Colombia                        |
| Anadia rhombifera               | Günther, 1859                    | Ecuador, Colombia               |
| Anadia steyeri                  | Nieden, 1914                     | Venezuela                       |
| Anadia vittata                  | Boulenger, 1913                  | Panama, Colombia                |